# チャールズ・ハワード (第9代サフォーク伯爵)
第9代サフォーク伯爵チャールズ・ハワード（英語: Charles Howard, 9th Earl of Suffolk、1675年 – 1733年9月28日）は、イギリスの貴族、政治家。1691年から1731年までチャールズ・ハワード閣下の儀礼称号を使用した。

## 生涯
第5代サフォーク伯爵ヘンリー・ハワードと1人目の妻メアリー・ステュアートの三男として、1675年に生まれた。1703年に従軍したほか、同年にカーロウ・バラ選挙区でアイルランド庶民院議員に当選した。1714年から1727年までジョージ1世の寝室宮内官を務めたほか、1717年にケンブリッジ大学でLL.D.の学位を修得した。
1731年6月22日に兄エドワードが死去すると、サフォーク伯爵の爵位を継承した。1733年9月28日に死去、ウォールデンで埋葬された。爵位は1人息子ヘンリーが継承した。

## 家族
1706年3月2日、ヘンリエッタ・ホバート（第4代準男爵サー・ヘンリー・ホバートの娘）と結婚、1男をもうけた。
- ヘンリー（1707年 – 1745年） - 第10代サフォーク伯爵